# Jerzy Sawicki

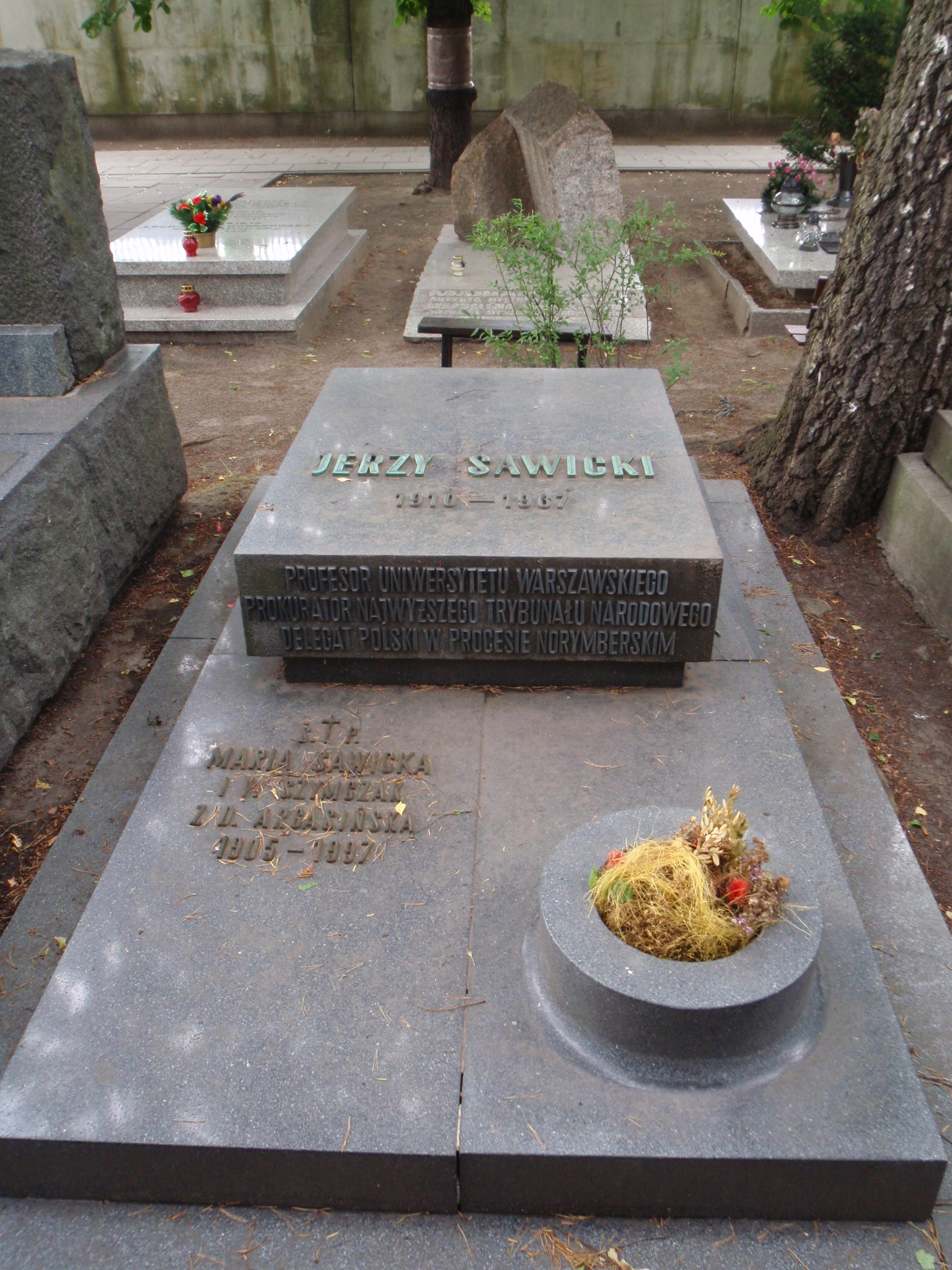
Sawickis Grab in Warschau

Jerzy Sawicki (geboren als Izydor Reisler, Namensänderung 1946, 23. Januar 1910 in Gródek Jagielloński, Österreich-Ungarn; gestorben 5. Juni 1967 in Brüssel) war ein polnischer Strafrechtler. Er publizierte auch unter dem Pseudonym „Lex“.

## Leben
Izydor Reisler war ein Sohn des Józef Reisler und der Barbara Rosenbach. Er studierte Rechtswissenschaften und Volkswirtschaft an der Universität Lemberg und arbeitete ab 1931 beim Rechtsanwalt Leib Landau, dessen Schwiegersohn er wurde. 1936 eröffnete Reisler eine eigene Rechtsanwaltspraxis. Er gab Mitgliedern der verbotenen Polnischen Kommunistischen Partei Rechtsbeistand. 1939 wurde Galizien infolge des Hitler-Stalin-Pakts von der Sowjetunion annektiert, und Sawicki arbeitete nun für regionale Wirtschaft. Nach der deutschen Besetzung Lembergs wurde er ghettoisiert und schlug sich als Arbeiter durch.
1946 änderte Reisler seinen Namen in Sawicki. Bei Kriegsende wurde Reisler im befreiten Polen Staatsanwalt (Prokurator) am Obersten Gericht Polens und an dem zur Ahndung der Kriegsverbrechen eingerichteten Obersten Nationalen Tribunal. Reisler verlas Ende 1944 im Sondergericht Lublin als Staatsanwalt die Anklageschrift im ersten Majdanek-Prozess. Er war auch am Krakauer Auschwitzprozess (1947) und an den Prozessen gegen Arthur Greiser (1946) Ludwig Fischer (1947) und Josef Bühler (1948), den er schon in Nürnberg verhört hatte, beteiligt, die laut Moskauer Protokoll von 1943 in den Ländern stattfinden sollten, in denen die Verbrechen verübt worden waren, dafür wurden die Kriegsverbrecher in die jeweiligen Länder überstellt. 1945/46 gehörte er zur Delegation des Krajowa Rada Narodowa beim Nürnberger Prozess gegen die Hauptkriegsverbrecher. Laut Protokoll führte er die Zeugenvernehmung des SS-Generals Ernst Rode zum Ablauf der deutschen Niederschlagung des Warschauer Aufstands durch.
In seine Zeit als Staatsanwalt fallen auch die hilflosen Versuche der polnischen Politik unter Justizminister Henryk Świątkowski, das sowjetische Massaker von Katyn justiziabel zu machen.
1947 wurde Sawicki an der Universität Krakau in Strafrecht promoviert.
Er war polnischer Delegierter bei den Internationalen Demokratischen Anwaltskongressen (Paris 1946, Brüssel 1947, Prag 1948) sowie Polens Vertreter bei der Commission internationale pénale et pénitentiaire in Bern. 1953 beendete er seine Tätigkeit als Staatsanwalt und konzentrierte sich auf die Tätigkeit als Hochschullehrer und als Autor strafrechtlicher Lehrbücher. Er schrieb außerdem mehrere Bücher über die Kriegsverbrecherprozesse.
Von 1948 bis 1950 war Sawicki Juraprofessor an der Universität Łódź und von 1952 bis zu seinem Lebensende Strafrechtsprofessor an der Rechtsfakultät der Universität Warschau. Sawicki war Mitglied des rechtswissenschaftlichen Ausschusses der Polnischen Akademie der Wissenschaften. 1966 wurde ihm die Ehrendoktorwürde der Humboldt-Universität Berlin verliehen.
Sawicki wurde auf dem Warschauer Militärfriedhof Cmentarz Wojskowy na Powązkach beerdigt.

## Schriften (Auswahl)
- mit Bolesław Walawski: Zbiór przepisów specjalnych przeciwko zbrodniarzom hitlerowskim i zdrajcom narodu z komentarzem. Krakau : Czytelnik, 1945
- Ludobójstwo. Od pojęcia do konwencji 1933-1948 (1949)
- mit Igor Andrejew, Leszek Lernell: Prawo karne Polski Ludowej (1954)
  - mit Igor Andrejew, Leszek Lernell: Das Strafrecht der Volksrepublik Polen : Grundriss des allgemeinen Teils. Ost-Berlin: Deutscher Zentralverlag, 1950
- Socjalistyczna dyscyplina pracy w prawie karnym (1954)
- Od Norymbergi do układu paryskiego. Za kulisami niemieckiego rewizjonizmu. Warschau : Wyd. Ministerstwa Obrony Narodowej, 1955
  - Als sei Nürnberg nie gewesen ... : Die Abkehr von den völkerrechtlichen Prinzipien der Nürnberger Urteile. Redaktion und Bearbeitung der deutschen Ausgabe Wolfgang Weiß. Ost-Berlin : Deutscher Zentralverlag, 1958
- mit Tadeusz Cyprian: Sprawy polskie w procesie norymberskim. Poznań : Inst. zachodni, 1956
- Ochrona czci a wolność krytyki (1956)
  - Schutz der Ehre und Freiheit der Kritik. Ost-Berlin: Deutscher Zentralverlag, 1960
- Przestępstwa przeciwko Państwu Ludowemu (1960)
- mit Tadeusz Cyprian: Nie oszcze̜dzać Polski!. Warschau : Iskry, 1960
- Przed polskim prokuratorem : Documenty i komentarze. Warschau : Iskry, 1961
  - Vor dem polnischen Staatsanwalt. Übersetzung VEB Globus. Berlin : Deutscher Militärverlag, 1962
- mit Tadeusz Cyprian: Ludzie i sprawy Norymbergi. Poznań : Wyd. poznańskie, 1967
- mit Tadeusz Cyprian, Mieczysław Siewierski: Glos ma prokurator. Warschau : Iskry, 1962
- mit Tadeusz Cyprian: Siedem procesów przed Najwyższym Trybunałem Narodowym. Poznań : Inst. zachodni, 1962
- mit Tadeusz Cyprian: Przed trybunałem świata. 2 Bände. Warschau : Książka i wiedza, 1962
- Sędziowie są omylni (1963) Aufsatzsammlung
- mit Tadeusz Cyprian: Nieznana Norymberga : 12 procesów norymberskich. Warschau : Ksia̜żka i wiedza, 1965
- Alchemia prawa (1965)
- Przymus leczenia, eksperyment, udzielanie pomocy i przeszczep w świetle prawa. Warschau : Państwowy Zakład wydawnictw lekarskich, 1966
- mit Tadeusz Cyprian: Ludzie i sprawy Norymbergi. Poznań : Wyd. poznańskie, 1967